# Prix Panofsky
Le prix Panofsky de physique des particules élémentaires est un prix scientifique décerné chaque année pour récompenser des avancées majeures dans ce domaine de la physique. Il s'accompagne d'une dotation de 10 000 dollars et peut être décerné à des scientifiques de toute nationalité.
Il est créé en 1985 par des amis de Wolfgang Panofsky (en), physicien et professeur émérite à l'université Stanford, ainsi que par des membres de la Société américaine de physique.

## Lauréats
- 2015 : Stanley G. Wojcicki
- 2014 : Kam-Biu Luk, Yifang Wang
- 2013 : Blas Cabrera, Bernard Sadoulet
- 2012 : Bill Atwood
- 2011 : Doug Bryman, Laurence Littenberg, Stew Smith
- 2010 : Eugene Beier
- 2009 : Aldo Menzione, Luciano Ristori
- 2008 : George Cassiday, Pierre Sokolsky
- 2007 : Bruce Winstein, Heinrich Wahl, Italo Mannelli
- 2006 : John Jaros, Nigel Lockyer, William T. Ford
- 2005 : Piermaria J. Oddone
- 2004 : Arie Bodek
- 2003 : William J. Willis
- 2002 : Masatoshi Koshiba, Takaaki Kajita, Yoji Totsuka
- 2001 : Paul Grannis
- 2000 : Martin Breidenbach
- 1999 : Edward H. Thorndike
- 1998 : David Robert Nygren
- 1997 : Henning Schröder, Yuri Mikhailovich Zaitsev
- 1996 : Gail G. Hanson, Roy Frederick Schwitters
- 1995 : Frank J. Sciulli
- 1994 : Thomas J. Devlin, Lee G. Pondrom
- 1993 : Robert B. Palmer, Nicholas P. Samios, Ralph P. Shutt
- 1992 : Raymond Davis Jr. et Frederick Reines
- 1991 : Gerson Goldhaber et Francois Pierre
- 1990 : Michael S. Witherell
- 1989 : Henry W. Kendall, Richard E. Taylor, Jerome I. Friedman
- 1988 : Charles Y. Prescott